# Национальный объединённый фронт освобождения Вьетнама
Национальный объединённый фронт освобождения Вьетнама (вьет. Mặt trận Quốc gia Thống nhất Giải phóng Việt Nam), также Фронт Хоанг Ко Миня (вьет. Mặt trận Hoàng Cơ Minh) — антикоммунистическая организация вьетнамской политэмиграции 1980—2004. Создан бывшими офицерами южновьетнамских вооружённых сил и гражданскими эмигрантами правых националистических взглядов. Вёл военно-политическую борьбу против коммунистического режима СРВ. Способствовал созданию партии Вьеттан, с которой в конечном счёте полностью объединился.

## Вьетнамская антикоммунистическая политэмиграция
30 апреля 1975 падение Сайгона завершило Вьетнамскую войну. Победу одержали коммунистические силы — ДРВ и Вьетконг. Власть Компартии Вьетнама (КПВ) распространилась на Южный Вьетнам. 2 июля 1976 Север и Юг Вьетнама официально объединились в единое государство СРВ. Вьетнамский военно-политический контроль был установлен над Лаосом, а с 1979, после свержения полпотовского режима, над Кампучией.
Начиная с 1975 года из Вьетнама эмигрировали сотни тысяч противников КПВ. Многие эмигранты были убеждёнными антикоммунистами, в том числе военнослужащими южновьетнамских вооружённых сил и участниками войны. Они не считали войну оконченной, намеревались продолжать антикоммунистическую борьбу и в этом могли рассчитывать на поддержку значительной части вьетнамской диаспоры. Создание эмигрантских антикоммунистических организаций, в том числе боевых групп, началось уже в мае 1975 года.

## «Зарубежная армия»
В США среди таких вьетнамских эмигрантов выделялись бывший коммодор южновьетнамского флота Хоанг Ко Минь, бывший полковник южновьетнамской армии Фам Ван Лиеу, бывшие офицеры Ле Хонг (он же Данг Куок Хиен), Чан Кхань, Нгуен Чонг Хунг, Чыонг Тан Лак, Нгуен Ким Хонг, Нгуен Тхань Тиен, Нгуен Куанг Фук. Позднее к ним присоединились Зыонг Ван Ты и Дао Ба Ке (он же Чан Куанг До), отбывшие сроки в «лагерях перевоспитания» СРВ. Гражданскую часть эмиграции представляли писатели До Тхонг Минь и Во Хоанг, экономист Нгуен Суан Нгья, журналист Нго Ти Дунг, адвокаты Хоанг Ко Лонг и Хоанг Ко Динь — братья Хоанг Ко Миня.
Связавшись между собой, они приступили к формированию военно-политической организации. Лидером, стратегом и организатором этой группы являлся Хоанг Ко Минь. Было задумано создание «Тропы Хоанг Ко Миня» — по аналогии с Тропой Хо Ши Мина — оперативно-боевой системы военного проникновения во Вьетнам. Вооружённые формирования эмигрантов должны были поднять массовое внутреннее восстание против режима КПВ.
Первый отряд под командованием Хоанг Ко Миня и Фам Ван Лиеу был сформирован в 1979 на территории США. Он получил название Lực lượng Quân nhân Việt Nam Hải ngoại — Зарубежные вооружённые силы Вьетнама (Вьетнамская зарубежная армия).

## Фронт Хоанг Ко Миня

### Идея и программа
30 апреля 1980 на конференции в Сан-Хосе (Калифорния) был учреждён Mặt trận Quốc gia Thống nhất Giải phóng Việt Nam — Национальный объединённый фронт освобождения Вьетнама. Дата была выбрана с символическим смыслом: в пятую годовщину падения Сайгона. Впоследствии военные смотры и партийные собрания ежегодно приурочивались к 30 апреля.
К Фронту примкнули ранее созданные эмигрантские организации — Свободный Вьетнам, Национальное сопротивление, Национальная антикоммунистическая солидарность, Армия вьетнамского народа, Фонд возрождения Вьетнама (в этом смысл термина «объединённый» в названии организации). Костяк составили бывшие южновьетнамские военные. Фактически фронт являлся расширенной версией «Зарубежной армии» — с политическим аппаратом, органами пропаганды, службой безопасности. Организация включала два структурных подразделения: Департамент внутренних дел и Департамент иностранных дел. Первый — начальник Хоанг Ко Минь — отвечал за отстраивание инфраструктуры Фронта и акции во Вьетнаме. Второй — начальник Фам Ван Лиеу — за набор новых членов из среды Вьеткеу, установление международных связей, привлечение финансирования.
В течение нескольких лет были сформулированы основные программно-политические установки. Вооружённая борьба Фронта характеризовалась как «долговременная война сопротивления против коммунистической тирании», цель борьбы — «освобождение родины». Подчёркивалось, что борьба является делом вьетнамцев, и рассчитывать на иностранную помощь не приходится. Важное место в идеологии Фронта занимала идея единства вьетнамцев на родине и в эмиграции. Правящая компартия объявлялась врагом вьетнамской нации, сопротивление партийному режиму — патриотическим долгом чести и справедливости. Говорилось также, что борьба ведётся не только в боях, но и в конструктивном общественном строительстве эмиграции и подполья.
Председателем был избран Хоанг Ко Минь, в связи с чем организация имела второе название: Фронт Хоанг Ко Миня — Mặt trận Hoàng Cơ Minh.

### Военно-политическое формирование

#### В Таиланде
Целью Фронта было заявлено свержение тоталитарно-коммунистического режима во Вьетнаме. Добиться этого предполагалось путём вооружённой борьбы, выработки политической альтернативы и активной агитации. Естественным образом возникла необходимость в территориальном плацдарме близ границ СРВ.
В августе—ноябре 1981 Хоанг Ко Минь с группой соратников посетили Таиланд. В Бангкоке их принял начальник канцелярии премьер-министра Према Тинсуланона генерал Судсай Хасадин. Активный праворадикальный политик, основатель группировки Красные гауры, один из организаторов Таммасатской резни, Судсай Хасадин решительно поддержал планы вьетнамских антикоммунистов и санкционировал создание их военно-тренировочного лагеря.
26 ноября 1981 база была открыта в деревне Нонгной — провинция Убонратчатхани, район Бунтхарик — труднодоступной лесистой местности на востоке Таиланда (прежде там располагалась частная птицеферма Судсая Хасадина). Таиландская военная спецслужба взяла на себя часть расходов по содержанию (весьма умеренные суммы в несколько тысяч долларов ежемесячно).
10 сентября 1982 на базе в Нонгное состоялся учредительный съезд Партии революционных реформ Вьетнама (Вьеттан). Первым председателем был избран Хоанг Ко Минь. Партия объединила радикальное крыло вьетнамской политэмиграции и объявила цель: свержение коммунистического режима СРВ. Вьеттан и Фронт Хоанг Ко Миня являлись тесно связанными структурами. Партия взяла на себя публичную политическую деятельность, Фронт сосредоточился на подготовке и осуществлении военных операций.
К середине 1980-х на базе в Таиланде были сконцентрированы несколько отрядов общей единовременной численностью до 200 человек. Места базирования получили кодовые названия 81 и 83, дислоцированные формирования — 7684, 7685, 7686, 7687 (каждый отряд численностью 50 человек). Эти формирования именовались Революционная армия Вьетнама или Вооружённые силы сопротивления Вьетнама. Они комплектовались из вьетнамских эмигрантов и жителей вьетнамских деревень, куда проникали бойцы в ходе рейдов на территорию СРВ. Среди них были крестьяне, представители интеллигенции, рабочие, военнослужащие. По рассказам Ле Хонга, в одном из отрядов вместе служили бывший лейтенант южновьетнамской армии, прошедший «лагерь перевоспитания», и ветеран Вьетконга, бывший надзиратель в том же лагере, перешедший на сторону антикоммунистов.
На вооружении состояли советские автоматы АК-47, гранатомёты РПГ-2 и РПГ-7 американские автоматические винтовки M16, гранатомёты М79, противопехотные мины Claymore. Оружие и обмундирование приобретались на приграничных «чёрных рынках». Каждый боец имел запас продовольствия (сушёная рыба, свинина или курятина, рис, лапша быстрого приготовления, соевый соус) и некоторые суммы в долларах и батах — на случай экстренно необходимых закупок или возможного выкупа при попадании в плен.

#### В США
Структуры Фронта действовали и на территории США, среди Вьеткьеу. Активизации способствовала политика администрации Рональда Рейгана, её жёстко антикоммунистический курс. Содействие Хоанг Ко Миню оказывал Ричард Армитидж, ветеран Вьетнамской войны, в то время — помощник министра обороны Каспара Уайнбергера по странам АТР.
Численность Фронта достигала 5—6 тысяч человек, крупнейшие мероприятия собирали до 11 тысяч участников. Организационно-политический центр базировался в Сан-Хосе. Массовые митинги и представительные собрания проводились обычно 30 апреля (на активная подготовка могла начинаться за месяц-два). Велась интенсивная агитация, рассчитанная как на диаспору, так и на вьетнамцев в СРВ.
Был открыт своего рода «внутренний фронт» — боевики терроризировали сторонников примирения с властями СРВ. С этой целью в организации был создан специальный отдел K-9 во главе с Фам Ван Лиеу. Несколько умеренных политиков и журналистов вьетнамской диаспоры были убиты. Такие факты отмечались в Калифорнии, Техасе, Виргинии. По этой причине с Фронтом порвал Нгуен Суан Нгья, курировавший публичную политику и международные связи. Многие представители диаспоры категорически возражали против насильственных действий, обвиняли Хоанг Ко Миня в копировании коммунистических методов. Он, однако, твёрдо придерживался установки: «победить коммунистов коммунистической тактикой».
Официально Фронт и Вьеттан категорически отвергали обвинения в убийствах. С другой стороны отмечались попытки органов госбезопасности СРВ внедрить агентуру в эмигрантские организации, спровоцировать конфликты, убить Хоанг Ко Миня. Такие действия рассматривались как достаточные основания для жёстких контрмер K-9.
С конца 1983 началось вещание Радио Сопротивления Вьетнама и издание газеты Kháng chiến — Сопротивление под руководством офицера Чан Кханя, журналиста Нго Ти Дунга и писателя Во Хоанга. Радиопередачи Сопротивления велись пять раз в день и начинались выступлением популярной сайгонской певицы Тхань Тхай (она же Фам Тхи Банг Тхань) с песней Я люблю мою страну. Песни и поэтические образы вообще играли важную роль в пропаганде и агитации Фронта
Фронт Хоанг Ко Миня был заметен в международном антикоммунистическом движении, поддерживал контакты с ВАКЛ. В 1982 Хоанг Ко Минь и Зыонг Ван Ты посетили Тайбэй и Сеул, где встретились с Сан Муном по его личному приглашению.

## «Вперёд на Восток»

### Акции 1984
Военная программа Фронта получила название Đông Tiến — «Вперёд на Восток» (или «Восточная кампания»). Вооружённые атаки Фронта Хоанг Ко Миня начались в 1984.
Таиланд не имеет общей границы с Вьетнамом. Удары наносились через территорию Лаоса и не всегда достигали вьетнамской территории. Была сделана попытка закрепиться в Лаосе с последующим броском во Вьетнам. Несколько месяцев бойцы Хоанг Ко Миня вели боестолкновения с лаосскими правительственными войсками. Режим ЛНДР находился под вьетнамским военно-политическим контролем, и антикоммунисты рассматривали его как часть СРВ.
Поначалу удалось создать базу в труднодоступном районе, но в декабре 1984 она была уничтожена. Боевики отступили обратно в Таиланд. Захватить плацдарм на вьетнамской или лаосской территории не удавалось. Атаки имели политический резонанс, однако потери Фронта многие считали неприемлемыми. Это создало серьёзные осложнения между Хоанг Ко Минем и Фам Ван Лиеу. В организации усиливалось недовольство жёсткой авторитарностью Хоанг Ко Миня, его всё чаще сравнивали с Хо Ши Мином (чему способствовало и внешнее сходство, но разумеется, не оно являлось главным критерием).
В ответ Хоанг Ко Минь отстранил Фам Ван Лиеу и его сторонника Нгуен Ким Хонга от оперативного управления организацией. С 1985 Фронт фактически раскололся на две самостоятельные организации под одним названием — во главе с Хоанг Ко Минем и во главе с Фам Ван Лиеу.
Положение осложнялось и тем, что таиландские власти всё менее терпимо относились к присутствию на своей территории вооружённых вьетнамских повстанцев. Полного запрета не накладывалось, но о свободном передвижении и оперативных манёврах не могло быть речи. В результате приходилось ограничиваться единственным маршрутом через Лаос, где войска ЛНДР и СРВ заранее выдвигали крупные карательные силы. При этом существенно, что руководство Фронта рассчитывало создать базу на юге Вьетнама в дельте Меконга, удобной для партизанской войны — продвигаться же туда из-за наложенных ограничений приходилось длинным кружным путём через центр Вьетнама.

### 1985: Đông Tiến I. Поход Зыонг Ван Ты
Интенсивные боевые действия велись в 1985. План массированного прорыва весной 1985 получил название Đông Tiến I. Рейды из Таиланда осуществлялись через Лаос и не всегда достигали вьетнамской территории. Бои велись преимущественно с лаосскими войсками. Однако в сложных ситуациях им на помощь перебрасывались вьетнамские спецподразделения. Верховное командование осуществлял Хоанг Ко Минь, его ближайшими оперативными помощниками были Ле Хонг, Чан Кхань, Зыонг Ван Ты, Дао Ба Ке.
1 мая 1985 умер от малярии оперативный командующий Ле Хонг. Потеря популярного и компетентного Ле Хонга стала сильным ударом по организации (к тому же противники Хоанг Ко Миня распространили слух о его причастности к смерти заместителя). Преемником Ле Хонга был назначен Зыонг Ван Ты, известный военным профессионализмом, упорством и основательностью.
Рейд 60 боевиков под командованием Зыонг Ван Ты был предпринят в июле 1985. В результате 300-километрового перехода отряду удалось проникнуть во Вьетнам. Зыонг Ван Ты планировал развернуть партизанскую войну в гористом районе Шатхэй (провинция Контум). Однако командир отряда погиб при переправе через реку в сезон дождей. План оказался сорван.
Командование полностью перешло к самому Хоанг Ко Миню, заместителем стал Чан Кхань.

### 1987: Đông Tiến II. Гибель Хоанг Ко Миня
Хоанг Ко Минь продолжал делать ставку на прорыв во Вьетнам, закрепление на плацдарме и создание военно-политического центра для антикоммунистического восстания. Летом 1987 он принял решение прорываться во Вьетнам на Центральное плато — через лаосскую провинцию Салаван, где он рассчитывал пополнить ряды лаосскими антикоммунистическими боевиками из Neo Hom и ELOL. Далее планировалось выйти на оперативный простор в провинции Контум, в опоре на восставших вьетнамцев повернуть на юг, создать очаг сопротивления в издавна знакомой Хоанг Ко Миню дельте Меконга. В значительной степени этот план, названный Đông Tiến II, строился на субъективной уверенности Хоанг Ко Миня в боевой удаче похода и в готовности вьетнамского народа к массовой вооружённой борьбе.
20 июля бойцы Хоанг Ко Миня последний раз форсировали Меконг и переправились на территорию Лаоса Численность отряда составляла 130 человек. Командовал лично Хоанг Ко Минь, его первым помощником выступал Чан Кхань, политкомиссаром — Нгуен Хюи, отдельные колонны возглавляли Во Хоанг, Нгуен Винь Лок, Лыу Минь Хунг, Во Ван Туан. Функции проводников выполняли лаосские контрабандисты на мотоциклах.
С самого начала план дал серьёзные сбои. Движение было зафиксировано лаосской авиаразведкой. Наиболее опытные командиры Нгуен Куанг Фук и Фан Тхань Фуонг не участвовали в операции (первый заболел лихорадкой, второй покинул расположение). Однако всё это не повлияло на решение Хоанг Ко Миня.
Против 130 повстанцев был выдвинут полк лаосской армии, усиленный вьетнамским спецназом — численностью в 3000 человек. Пришлось изменить маршрут, переместившись к югу, в Секонг, затем в Аттапы. Проводники-контрабандисты соглашались действовать только в определённой местности. Они снабдили Хоанг Ко Миня некоторыми картографическими указаниями, после чего покинули отряд вместе со своим автотранспортом. Начали сказываться негативные климатические особенности — труднопроходимый ландшафт, ядовитые насекомые. Стало иссякать продовольствие. Отряду не удавалось оторваться от преследования, боестолкновения приводили к большим потерям убитыми и пленными. В одной из перестрелок погиб Чан Кхань. Жёсткость командного стиля Хоанг Ко Миня ухудшила психологическую обстановку в отряде.
Решающее сражение произошло близ города Аттапы рано утром 28 августа 1987. Хоанг Ко Минь и его бойцы попали в засаду и были окружены. Нгуен Винь Лок и Во Ван Туан погибли в перестрелке, Нгуен Хюи застрелился, Лыу Минь Хунг подорвал себя гранатой. Хоанг Ко Минь отстреливался до конца, был ранен и, не желая попасть в плен, покончил с собой.
1—3 декабря 1987 года в Хошимине состоялся судебный процесс над боевиками Хоанг Ко Миня. Перед судом предстали 19 человек (погибли 83, около 30 сумели скрыться). Подсудимые были приговорены к различным срокам заключения — от трёхлетнего до пожизненного.

### 1989: Đông Tiến III. Последний рейд
Гибель Хоанг Ко Миня стала сильнейшим ударом по Фронту (и Вьеттану), однако не означала прекращения борьбы. Командование оперативной базой принял Дао Ба Ке. Его оперативный план Đông Tiến III по необходимости повторял замысел Хоанг Ко Миня — движение через Лаос в центральные провинции Вьетнама и оттуда на юг.
Небольшой — 30 бойцов — отряд Дао Ба Ке выдвинулся 8 августа 1989. Две недели спустя, 22 августа, он был остановлен соединением лаосской армии и вьетнамским спецподразделением. Дао Ба Ке попал в плен. На этом вооружённые действия Фронта прекратились.

## Слияние с Вьеттаном
Конец 1980-начало 1990-х ознаменовалось во Вьетнаме началом серьёзных экономических реформ. Политический режим при этом не менялся, но в структурах повседневности, быту и культуре произошли заметные смягчения. Это снизило недовольство в стране и способствовало укреплению режима КПВ.
Соратники Хоанг Ко Миня сохраняли структуру Фронта. Во главе организации стояли Хоанг Ко Динь (брат Хоанг Ко Миня, учёный-химик) и Нгуен Ким Хонг (южновьетнамский военный, сторонник Фам Ван Лиеу). Официально сам факт смерти основателя был признан только в 2001. Однако деятельность организации фактически сошла на нет. С 1991 прекратились передачи «Радио Сопротивления». Снова отмечалась активизация агентуры СРВ, предполагаемые представители которой пытались взять организацию под контроль. Между активистами завязывались жёсткие конфликты, часто имевшие финансовую основу. Лидеры привлекались к суду за нарушение американского налогового законодательства.
В то же время активизировалась партия Вьеттан, программа которой также основывалась на наследии Хоанг Ко Миня. После прекращения вооружённых атак между ними не стало концептуальных различий. Существование двух практически идентичных организаций было сочтено нецелесообразным. 19 сентября 2004 Национальный объединённый фронт освобождения Вьетнама официально присоединился к Партии реформ Вьетнама.
Партия Вьеттан заявляет о принципиальном отказе от насилия и признаёт только методы мирного протеста. Однако власти СРВ причисляют Вьеттан к «террористическим организациям». Один из доводов при этом — происхождение Вьеттана от Фронта Хоанг Ко Миня. К этой же организации возводятся Правительство Свободного Вьетнама, другие политэмигрантские структуры, вьетнамские подпольные группы 2000—2010-х годов.